# Hell's Angels (libro)
Hell's Angels è un libro scritto da Hunter Stockton Thompson e pubblicato per la prima volta negli Stati Uniti nel 1967 dalla Random House.
Alla sua uscita, il libro è stato ampiamente lodato per la sua analisi lucida e dettagliata degli Hell's Angels, il club di motociclisti all'epoca molto temuto per le numerose accuse di attività criminali; il The New York Times, a proposito dell'ambiente descritto da Thompson, lo ha definito come "un mondo in cui la maggior parte di noi non vorrebbe osare imbattersi".
È stato il primo libro di Thompson a essere pubblicato.

## Il libro

### Il retroscena
Hell's Angels nacque da un articolo dal titolo "The Motorcycle Gangs: Losers and Outsiders" scritto da Thompson per il numero del 17 maggio 1965 di The Nation.
Nel marzo del 1965 Carey McWilliams, editore del The Nation, commissionò a Thompson un articolo sulle bande di motociclisti e in particolare sugli Hells Angels. L'articolo di Thompson, uscito un mese dopo, gli procurò da parte di alcuni editori richieste di scrivere un libro sull'argomento.
In preparazione al libro Thompson trascorse l'anno seguente a distanza ravvicinata con gli Hells Angels, e in particolare con i gruppi di San Francisco e Oakland, California e del loro presidente Ralph "Sonny" Barger. Nonostante la forte diffidenza della banda nei confronti dei giornalisti, Thompson vi fu introdotto da Birney Jarvis, un ex membro e poi un cronista di cronaca nera per il San Francisco Chronicle.
Lungi dall'essere diffidenti nei confronti di questo estraneo, gli Angels acconsentirono a rilasciare interviste a Thompson, frequentando il suo appartamento al 318 di Parnassus Avenue a San Francisco.

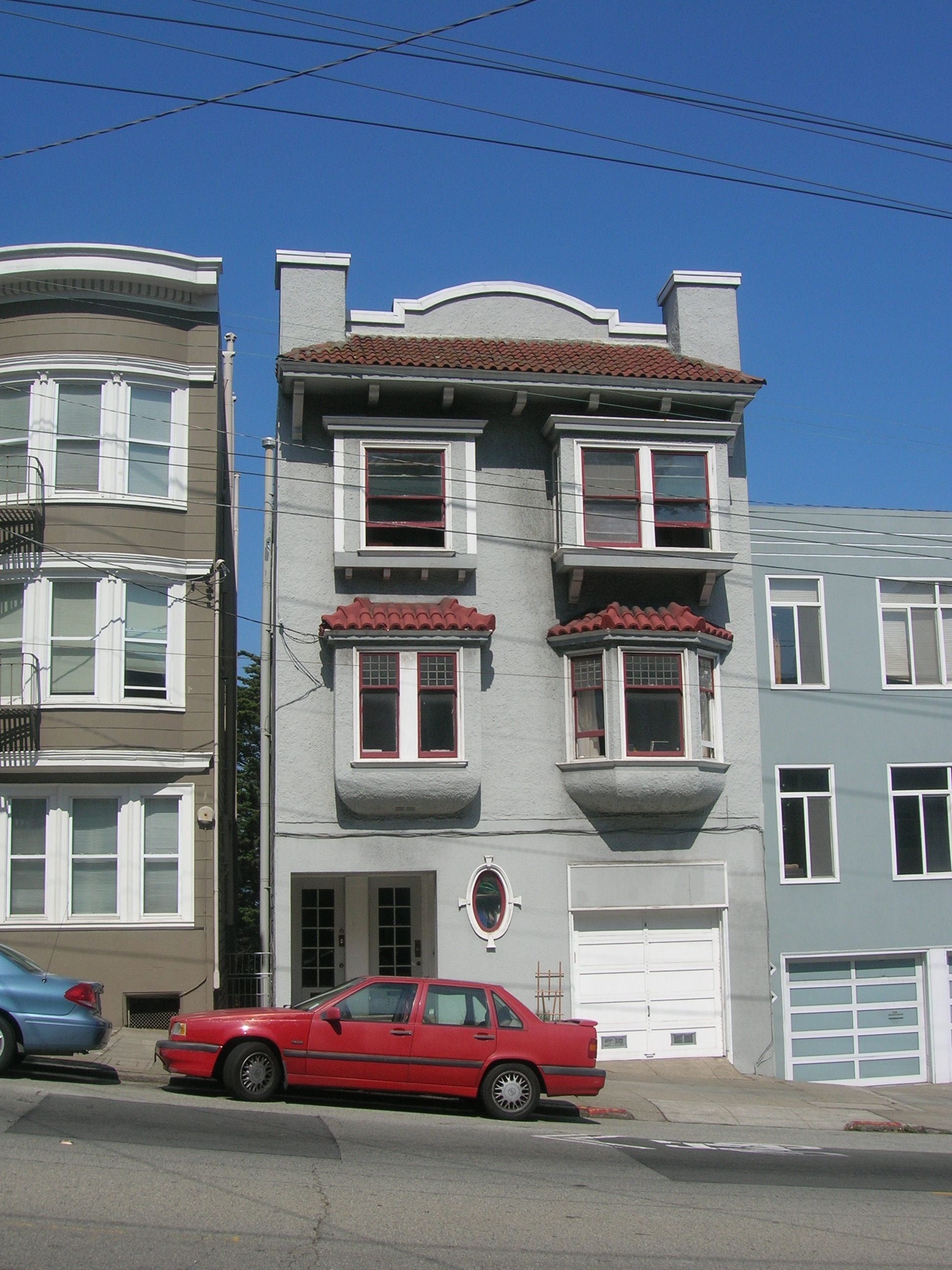
La residenza di Thompson nel periodo degli Hell's Angels, al 318 di Parnassus Avenue, San Francisco

La frequentazione durò per circa un anno, per poi scemare e terminare del tutto dopo che alcuni membri della banda picchiarono furiosamente Thompson dopo che lui si era opposto alle percosse di uno di loro, un certo Junkie George, nei confronti della moglie di lui. Thompson smise di frequentare gli "Hell's Angels", chiarendo più tardi in alcune lettere che quelli che lo avevano picchiato non erano tra quelli che lui aveva frequentato di più, e continuò in qualche modo ad apprezzarne altri, tra cui Sonny Barger.

### Storia e temi trattati
Il libro racconta le esperienze di Thompson nell'anno passato insieme agli "Hell's Angels", immerso nel loro modo di vivere e nella loro sottocultura, viaggiando in moto attraverso la California, ed evidenzia in particolare il contrasto tra la vita al di fuori delle leggi del gruppo e la paura estrema che quella vita infonde nel resto della società californiana. Thompson riporta di come lui bevesse nei loro bar, scambiasse con loro visite a casa, registrasse le loro brutalità, osservasse i loro capricci sessuali e di come piano piano fosse intrigato dalla loro mistica motociclistica tanto da non essere più sicuro se stesse facendo ancora una ricerca su di loro o ne fosse lentamente assorbito.

## Accoglienza e critiche
Già noto al pubblico come giornalista che aveva scritto numerosi articoli per diversi giornali e riviste, il libro è stato il trampolino di lancio di Thompson verso la carriera di scrittore. L'accoglienza della critica è stata in genere positiva e, nonostante Thompson non si impegnasse molto nel tour promozionale, essendo spesso per sua stessa ammissione esausto o ubriaco nella maggior parte delle interviste, le vendite sono state buone.
Alcuni anni dopo la pubblicazione, la femminista Susan Brownmiller ha criticato fortemente il racconto di uno stupro di gruppo degli "Hell's Angels" nel suo libro del 1975 Contro la nostra volontà.

## Edizioni italiane
Il libro è stato pubblicato in Italia nelle seguenti edizioni:
- Hunter Stockton Thompson, Hell's Angels, traduzione di Stefano Travagli, 1ª ed., Shake edizioni, Collana "Underground" 272 pagine, 1º giugno 1998, ISBN 8886926480.
- Hunter Stockton Thompson, Hell's Angels, traduzione di Stefano Travagli, 2ª ed., Baldini Castoldi Dalai Editore, 437 pagine, 2008.
- Hunter Stockton Thompson, Hell's Angels, traduzione di Stefano Travagli, 3ª ed., Dalai Editore, Collana "I Tascabili", 437 pagine, 28 agosto 2012, ISBN 8866206962.
- Hunter Stockton Thompson, Hell's Angels, traduzione di Stefano Travagli, 4ª ed., Bompiani, Collana "I grandi tascabili", 396 pagine, 28 aprile 2016, ISBN 8845281345.
- Hunter Stockton Thompson, Hell's Angels, traduzione di Stefano Travagli, formato Kindle, Bompiani, 28 aprile 2016.